# 開回路電圧

開回路電圧の定義。箱は、電池あるいは太陽電池といった二端子装置である。2つの端子は何にも接続されていないため（開回路）、どちらの端子でも電流の出入りはない。2つ端子間の電圧v_{oc}が装置の開回路電圧である。

黒曲線: 集中していない太陽光下でのショックレー-クワイサーモデルにおける太陽電池の可能な限り高い開回路電圧（半導体のバンドギャップの関数として）。赤点線はこの電圧がバンドギャップ電圧よりも常に小さいことを示している。

開回路電圧（かいかいろでんあつ、英語: open-circuit voltage、略称: OCVまたはVOC）は、いかなる回路からも切り離された時の電子機器の2つの端子間の電位差である。開路電圧や開放電圧とも呼ばれる。接続されている外部負荷は存在しない。端子間に外部電流は流れていない。
開回路電圧は、電流を止めるために太陽電池あるいは電池に印加しなければならない電圧として考えることもできる。記号Vocで表わされることもある。回路網解析では、この電圧はテブナン電圧とも呼ばれる。
電池および太陽電池の開回路電圧は特定の条件下（充電率、照度、温度など）で見積もられる。
電池や単電池について言及される電位差は大抵開回路電圧である。
トランスデューサーの開回路電圧の値はその起電力（emf）と等しい。起電力は電流を流していない時に生み出される最大の電位差である。

## 例
下図の回路を考える。
5 Ωの抵抗器の両端の開回路電圧を知りたいとすると、まず回路から抵抗器を切り離す。
ループ1を流れる電流とオームの法則から、抵抗Cを通した電圧降下を調べる。抵抗器Bには電流は流れておらず、電圧降下は起きないため、開回路電圧には影響しない。
開回路電圧は抵抗Cを通した電圧降下
{\textstyle {\frac {C}{C+A}}\ 100\ V_{\sim }\ }
である。